# Zarck Visser
Zarck Visser (15 settembre 1989) è un lunghista sudafricano.

## Palmarès
| Anno | Manifestazione          | Sede       | Evento         | Risultato | Prestazione | Note                                     |
| ---- | ----------------------- | ---------- | -------------- | --------- | ----------- | ---------------------------------------- |
| 2011 | Universiadi             | Shenzhen   | Salto in lungo | 7º        | 7,81        |                                          |
| 2012 | Campionati africani     | Porto-Novo | Salto in lungo | Argento   | 7,98 m      |                                          |
| 2013 | Mondiali                | Mosca      | Salto in lungo | 17º (q)   | 7,79 m      |                                          |
| 2014 | Mondiali indoor         | Sopot      | Salto in lungo | 12º (q)   | 7,03 m      | Miglior prestazione personale stagionale |
| 2014 | Giochi del Commonwealth | Glasgow    | Salto in lungo | Argento   | 8,12 m      |                                          |
| 2014 | Campionati africani     | Marrakech  | Salto in lungo | Oro       | 8,08 m      |                                          |
| 2015 | Mondiali                | Pechino    | Salto in lungo | 19º (q)   | 7,79 m      |                                          |
| 2017 | Mondiali                | Londra     | Salto in lungo | 25º (q)   | 7,66 m      |                                          |

## Altre competizioni internazionali
2015
- Bronzo al Meeting international Mohammed VI d'athlétisme de Rabat ( Rabat), Salto in lungo - 8,10 m
- 8º al Beijing IAAF World Championships ( Pechino), Salto in lungo - 7,79 m

2018
- 6º al Meeting international Mohammed VI d'athlétisme de Rabat ( Rabat), Salto in lungo - 7,79 m
- 5º al Hanžeković Memorial 2018, ( Zagabria), Salto in lungo - 7,71 m

2019
- 8º al Meeting international Mohammed VI d'athlétisme de Rabat ( Rabat), Salto in lungo - 7,52 m